# Agnos
Agnos là một xã ở tỉnh Pyrénées-Atlantiques trong vùng Nouvelle-Aquitaine phía tây nam Pháp.